# Герб Подляшского воеводства
Герб Подляшского воеводства (пол. Herb województwa podlaskiego) — официальный символ Подляшского воеводства Великого княжества Литовского и Короны Польской.
Подляшское воеводство образовано в 1513/1520 годах в составе Великого княжества Литовского, но в 1569 году включено в состав Короны Польской (Малопольская провинция). Существовало до ликвидации в 1795 году.

## История
«Литовский» герб воеводства — «две фигуры»: на щите мужчина с мечом на поясе держит за руку женщину, что символизируют брак, союз или унию. Воеводство было образовано в 1513—1520 годах, будучи выделенным из состава Трокского. Возможно, именно поэтому их гербы довольно близки — Трокский рыцарь, потеряв латы и копьё, сохранил меч на поясе, и в гербе к нему была добавлена женская фигура.
После присоединения к Польской короне в 1569 году, Подляшское воеводство получила от королевства герб с той же идеей союза двух государств — два щита: правый с польским орлом, левый с литовской Погоней. Возможно, герб «две фигуры» символизировал и настоящий брак Сигизмунда старого с Бонной Сфорцей, который состоялся в 1518 года. Тогда выдвижение Подляшского воеводства из состава Троцкого в 1513—1520 годах выглядит как брачный подарок, ведь именно на Подляшье находились наиболее значимые резиденции великих князей литовских. Это позволяет отнести время создания упомянутого выше герба на время правления Сигизмунда Старого.
Описание герба, получившего распространение в польской геральдической литературе: в рассечённом поле щита справа серебряный орёл без короны в красном поле, слева — всадник с мечом в правой руке на белом скачущем коне в серебряном поле.
В то же время, Великое княжество Литовское считало воеводство «литовским» и сохраняло в официальных документах его старый герб.

Герб воеводства в литовской геральдике
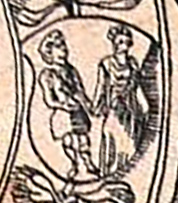
«Литовский» герб воеводства «Две фигуры». Из польского издания (1614) Статута Великого княжества Литовского 1588 года
Герб с большой Литовской печати Яна III, 1676
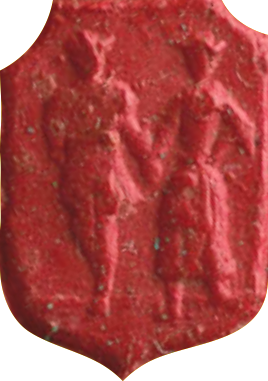
Герб воеводства с большой литовской печати последнего Великого князя Литовского Станислава Августа

Герб воеводства в польской геральдике
Гербы хоругви воеводства после Люблинской унии, 1569
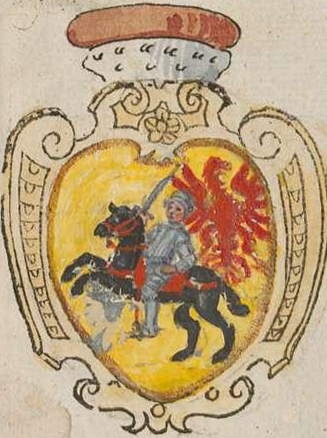
«Польский» герб, 1586
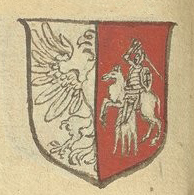
Герб, XVII век
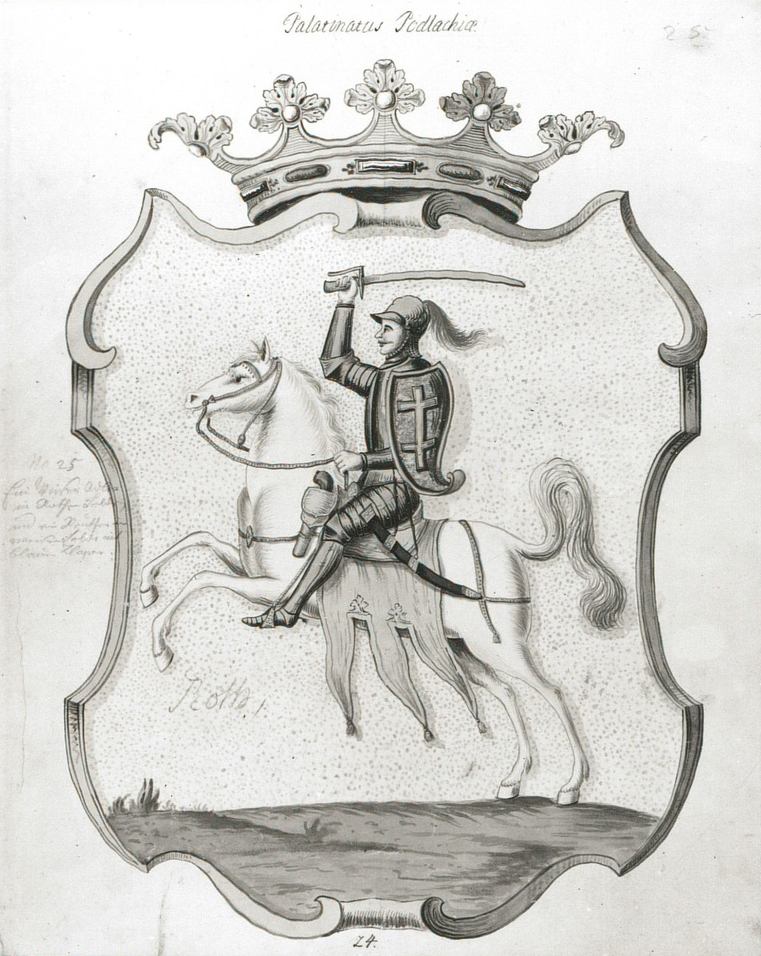
«Польский» герб, 1720
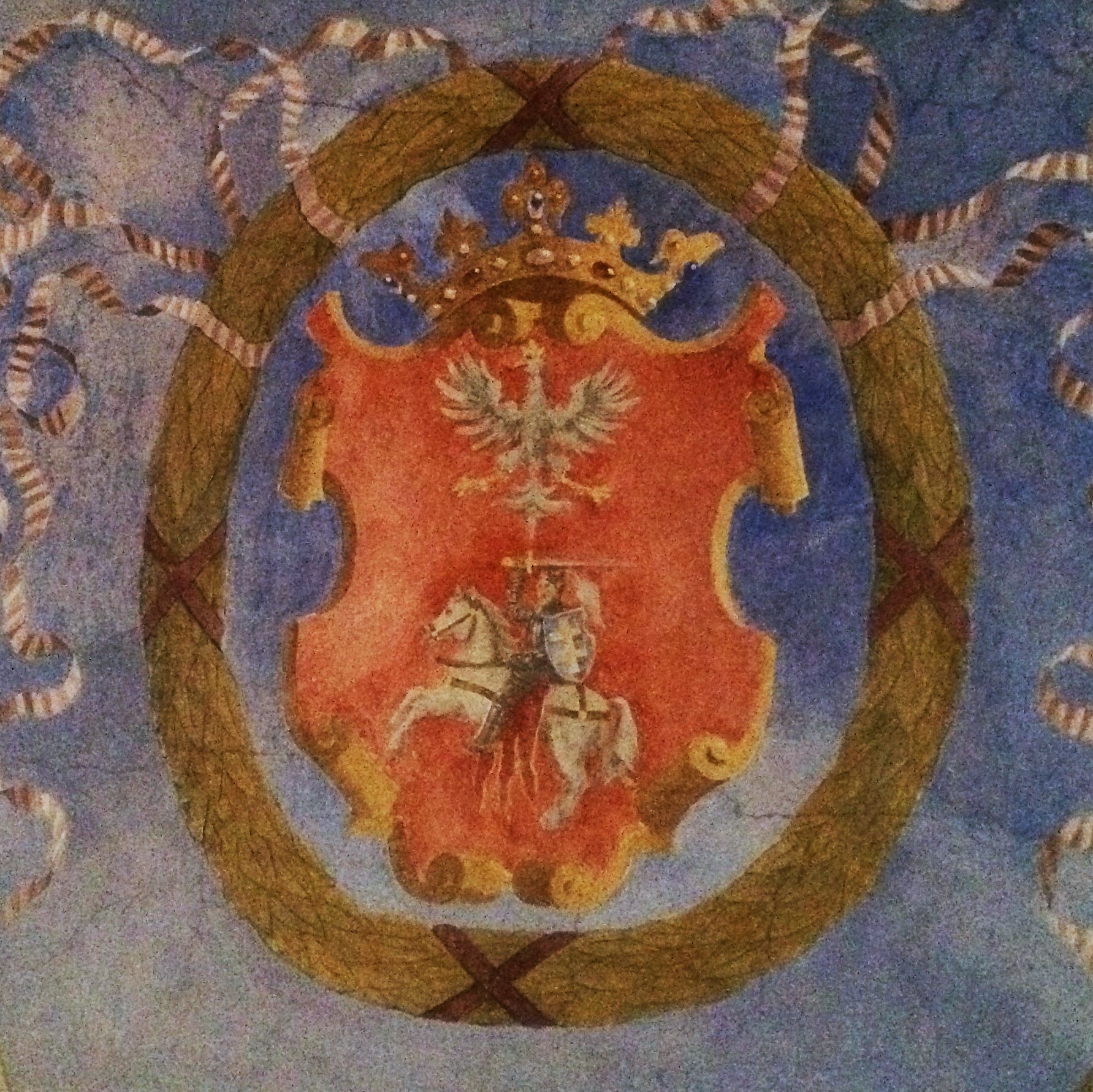
Герб в Посольском зале Королевского замка Варшавы, после 1720
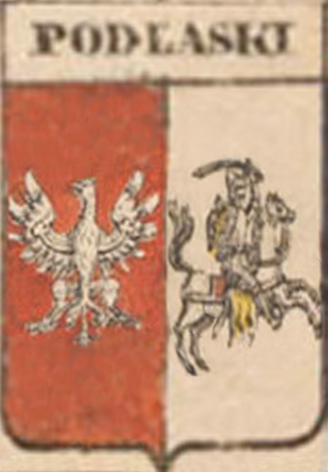
«Польский» герб, 1764
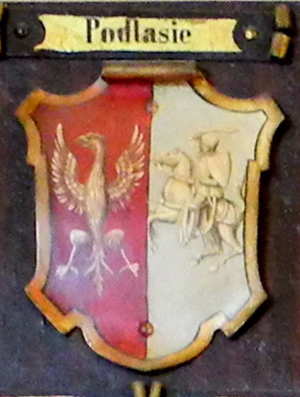
Рисунок в Польском  историческом музее в коммуне Рапперсвиль-Йона, Швейцария

В 1795 году после 3-го раздела Польши территория воеводства отошла к Российской империи, и была создана Белостокская область. Герб новообразованной области практически повторял польский герб воеводства: польский белый орёл и литовская Погоня.